# Bystrzek
Bystrzek – wieś w Polsce położona w województwie wielkopolskim, w powiecie śremskim, w gminie Śrem. W latach 1975–1998 miejscowość administracyjnie należała do województwa poznańskiego.

## Położenie
Wieś położona 8 km na wschód od Śremu przy drodze powiatowej nr 4074, prowadzącej przez Olszę i Łęg. Komunikację ze wsi do Śremu zapewnia komunikacja gminna. 

## Historia
Miejscowość powstała w 1757 jako wieś olenderska pod nazwą Bystrek Olędry. Zabytkami wsi znajdującymi się w gminnej ewidencji zabytków jest figura Matki Boskiej Niepokalanie Poczętej z 1993 oraz cmentarz ewangelicki z II połowy XIX w.

## Demografia
Liczba mieszkańców miejscowości w poszczególnych latach:
| Rok  | Ilość mieszkańców |
| ---- | ----------------- |
| 1998 | 62                |
| 2002 | 49                |
| 2009 | 65                |
| 2011 | 59                |
| 2021 | 84                |